# Обама Асуэ, Франсиско Паскуаль
Франси́ско Паскуа́ль Оба́ма А́суэ (исп. Francisco Pascual Obama Asue; род. 21 апреля 1949) — государственный деятель Экваториальной Гвинеи, премьер-министр с 23 июня 2016 по 1 февраля 2023 года.

## Биография
В течение многих лет Асуэ занимал должности министра спорта и молодёжи, министра экономики, министра социального развития и министра здравоохранения. Известно, что во время своего пребывания в должности министра торговли он запретил импорт продуктов, произведённых в Камеруне — соседней стране — из-за своих связей с испанскими компаниями-импортёрами.
22 июня 2016 года, сменив Висенте Эхате Томи в этой должности, Асуэ является 9-м премьер-министром Экваториальной Гвинеи при президенте Теодоро Обианге Нгеме Мбасого. С тех пор, как он был назначен премьер-министром в 2016 году, коррупция в государственном управлении усилилась.
14 августа 2020 года на внеочередном совете министров правительство Экваториальной Гвинеи во главе с Франсиско Паскуалем Обамой Асуэ подало прошение об отставке президенту Теодоро Обиангу Нгеме Мбасого.
Президент пожаловался, «что уходящее правительство не выполнило своих функций и не достигло поставленных целей», — говорится в пресс-релизе об отставке правительства. «Правительство считает себя обязанным принять меры жесткой экономии, чтобы компенсировать возможную неплатёжеспособность», — уточнил президент. Премьер-министр уходящего правительства Франсиско Паскуаль Обама Асуэ, со своей стороны, подтвердил, что «доверие главы государства заслуживает жертв».